# たつの市立御津中学校
たつの市立御津中学校（たつのしりつ みつちゅうがっこう）は、兵庫県たつの市御津町朝臣にある公立中学校。

## 沿革
戦後の学制改革において、御津村・室津村の両村は当初から組合設立に動き、組合立中学校の設立に至る。両村が合併し御津町となり、さらにたつの市となった現在も単独校として残り、統合・分離を経験しないまま現在に至る。両村の合併時に中学校の整備と併せて高等学校の設置も構想されていたが、実現しなかった。
本校のルーツとして、1941年（昭和16年）4月に網干町浜田（現・姫路市）に設けられた私立芝浦青年学校を求めることができる。これは当時の青年学校令に基づき浜田に工場を構えていた東芝が工員の養成機関として設けたものであるが、御津村には東芝の社宅が置かれていたこともあり、工員の子弟のみならず地域の農家の子弟が少なからず同校に入学していた。戦後この学校は廃止されたが、御津中学校設立時に御津村苅屋の青年学校跡地を借り受けて本校舎とした。以下、公式HP「御津中学校沿革史」による。
- 1947年（昭和22年）4月22日 - 御津村・室津村の組合が設立し、揖保郡学校組合立御津中学校及び御津中学校室津分校と称する。
- 1948年（昭和23年） - 御津村が町制を実施し、御津町となる。本校舎を青年学校跡地から芝浦工作工員寮跡地へ移転[3]。
- 1951年（昭和26年） - 御津町・室津村と合併し御津町となる。御津町立御津中学校及び御津町立御津中学校室津分校と改称。
- 1952年（昭和27年） - 校歌制定（作詞:喜志邦三、作曲:大澤壽人。ヘ長調）。
- 1953年（昭和28年） - 第6回生校旗寄贈。
- 1958年（昭和33年）9月 - 現在地に新校舎を落成し、本校・分校を統合する。
- 1969年（昭和44年）4月 - 校訓制定（第7代校長・永富忠夫による）。
- 2005年（平成17年）10月 - 揖龍地区1市3町の合併によりたつの市となり、たつの市立御津中学校に改称。

## 教育目標
「豊かな心を持ち、たくましく生きぬく生徒の育成」

## 部活動

### 運動部
- 野球部
- ソフトテニス部
- バレーボール部
- 女子卓球部
- 陸上競技部
- サッカー部
- 女子バスケットボール部

### 文化部
- 吹奏楽部
- 茶道部

## 通学区域
以下の小学校の通学区域。たつの市のうち旧御津町区域にあたる。
- たつの市立御津小学校[注 1]

## 著名な出身者
- 柏木陽介 - サッカー選手（FC岐阜）
- 木下正貴 - サッカー選手（AC長野パルセイロ）
- 薮田翔一 - 作曲家

## 交通アクセス
- 山陽電気鉄道網干線 山陽網干駅から神姫バス「大浦」行に乗車、「御津中学校前」バス停下車。

## 通学区域が隣接している学校
- 相生市立那波中学校
- たつの市立揖保川中学校
- たつの市立龍野西中学校
- 姫路市立朝日中学校
- 姫路市立網干中学校